# Wish You the Best (album)
Wish You The Best – kompilacja japońskiej piosenkarki Mai Kuraki, wydana 1 stycznia 2004. Album osiągnął 1 pozycję w rankingu Oricon i pozostał na liście przez 46 tygodni, sprzedał się w nakładzie 956 162 egzemplarzy. Album zdobył status Milion.

## Lista utworów
| Nr  | Tytuł                                                                      | Słowa                      | Kompozycja                                    | Aranżacja                                           | Czas |
| --- | -------------------------------------------------------------------------- | -------------------------- | --------------------------------------------- | --------------------------------------------------- | ---- |
| 1.  | "Love, Day After Tomorrow"                                                 | Mai Kuraki                 | Aika Ōno                                      | Cybersound                                          | 4:04 |
| 2.  | "Stay by my side"                                                          | Mai Kuraki                 | Aika Ōno                                      | Cybersound                                          | 4:27 |
| 3.  | "Secret of my heart"                                                       | Mai Kuraki                 | Michiya Haruhata                              | Cybersound                                          | 4:27 |
| 4.  | "NEVER GONNA GIVE YOU UP"                                                  | Mai Kuraki, Michael Africk | Michael Africk, Miguel Sá Pessoa, Perry Geyer | Michael Africk, Miguel Sá Pessoa, Perry Geyer       | 4:01 |
| 5.  | "Delicious Way"                                                            | Mai Kuraki                 | Aika Ōno                                      | Cybersound                                          | 3:53 |
| 6.  | "Simply Wonderful ~Radio Edit~"                                            | Mai Kuraki                 | Aika Ōno                                      | Cybersound                                          | 3:54 |
| 7.  | "Reach for the sky"                                                        | Mai Kuraki                 | Aika Ōno                                      | Cybersound                                          | 4:49 |
| 8.  | "Tsumetai umi" (jap. 冷たい海)                                             | Mai Kuraki                 | Aika Ōno                                      | Cybersound                                          | 4:42 |
| 9.  | "Stand Up"                                                                 | Mai Kuraki                 | Akihito Tokunaga                              | Akihito Tokunaga                                    | 4:38 |
| 10. | "always"                                                                   | Mai Kuraki                 | Aika Ōno                                      | Cybersound                                          | 4:08 |
| 11. | "Winter Bells"                                                             | Mai Kuraki                 | Akihito Tokunaga                              | Akihito Tokunaga                                    | 4:38 |
| 12. | "Feel fine!"                                                               | Mai Kuraki                 | Akihito Tokunaga                              | Akihito Tokunaga                                    | 4:50 |
| 13. | "Like a star in the night"                                                 | Mai Kuraki                 | Aika Ōno                                      | Akihito Tokunaga Strings arrangement: Daisuke Ikeda | 5:36 |
| 14. | "Time After Time (Hana Mau Machi de)" (jap. Time after time〜花舞う街で〜) | Mai Kuraki                 | Aika Ōno                                      | Cybersound                                          | 5:36 |
| 15. | "Kaze no La La La" (jap. 風のららら)                                       | Mai Kuraki                 | Michiya Haruhata                              | Cybersound                                          | 4:23 |
| 16. | "Tonight, I feel close to you" (with Yan-zi)                               | Mai Kuraki                 | Aika Ōno                                      | Cybersound                                          | 4:06 |

## Notowania
| Lista                       | Pozycja |
| --------------------------- | ------- |
| Oricon Weekly Albums Chart  | 1       |
| Oricon Monthly Albums Chart | 1       |
| Oricon Yearly Albums Chart  | 7       |